# Egnasia dimorphica
Egnasia dimorphica är en fjärilsart som beskrevs av Emilio Berio 1956. Egnasia dimorphica ingår i släktet Egnasia och familjen nattflyn. Inga underarter finns listade i Catalogue of Life.